# Mandevilla widgrenii
Mandevilla widgrenii är en oleanderväxtart som beskrevs av C. Ezcurra. Mandevilla widgrenii ingår i släktet Mandevilla och familjen oleanderväxter. Inga underarter finns listade i Catalogue of Life.